# Stellplatzverordnung
In Stellplatzverordnungen bzw. Stellplatzsatzungen ist in Deutschland geregelt, wie viele Stellplätze für Kraftfahrzeuge und Fahrräder beim Neubau eines Gebäudes auf dem Grundstück oder in der Nähe nachgewiesen werden müssen. Die Zahl der vorgeschriebenen Stellplätze hängt von der Nutzung des Gebäudes und von der Zahl der Nutzer ab (z. B. wird die Stellplatzzahl bei Wohngebäuden in Abhängigkeit von der Zahl der Wohneinheiten festgelegt). Die Festlegungen basieren teilweise auf technischen und statistischen Erkenntnissen, wie z. B. dem Motorisierungsgrad.

## Geschichte
In den 1930er-Jahren wollte man in der Stadtplanung sicherstellen, dass für eine grundlegende Änderung des Verkehrsverhaltens der Bevölkerung ausreichend Platz zur Verfügung gestellt wird. Hintergrund war die Einführung des Volkswagens. Mit der Reichsgaragenordnung des Jahres 1939 sollte sichergestellt werden, dass bei jedem Wohnhaus für potenzielle Fahrzeughalter Stellplätze zur Verfügung gestellt werden. Pro Wohneinheit war damals die Errichtung eines Garagenplatzes gefordert. Mit diesem ersten Schritt zur autogerechten Stadt wurde erreicht, dass über die frühen Jahre der Motorisierung hinaus bereits jeder Wohnungsneubau mit entsprechenden Garagen versehen wurde. Diese wurden oft erst zwischen 1950 und 1960 ihrer eigentlichen Bestimmung zugeführt.
Seit den Jahren um die Jahrtausendwende werden Stellplatzsatzungen vor allem damit begründet, dass die Kommunen nicht die Kosten für die Schaffung von Pkw-Stellplätzen tragen können. Ziel ist, dass die Grundbesitzer sich nicht mehr ihrer Verantwortung für die Fahrzeuge ihrer Mieter, Gäste oder Kunden auf Kosten Dritter entledigen.
Die Aufnahme der Pflicht zur Schaffung von Fahrradstellplätzen geschah deutlich später. Mit ihr wird das Ziel verfolgt, den Radverkehr zu fördern und die Behinderungen für Fußgänger durch abgestellte Fahrräder (und zukünftig abgestellte E-Scooter) zu verringern.

## Situation in einzelnen Staaten

### Deutschland
In Deutschland werden die Erfordernisse heute in der Regel durch die Bauordnungen der Bundesländer geregelt. Grundsätzlich müssen danach für bauliche Anlagen, die einen Zu- und Abgangsverkehr erwarten lassen, die notwendigen Kraftfahrzeug- und Fahrradstellplätze auf dem Baugrundstück oder einem in der Nähe gelegenen Grundstück errichtet werden. Der Umfang der Stellplatzverpflichtung wird von der Bauaufsichtsbehörde festgesetzt. Dabei richtet sie sich in der Regel nach Verwaltungsrichtlinien. Soweit die Schaffung der notwendigen Einstellplätze nicht oder nur unter besonderen Schwierigkeiten hergestellt werden kann, können die Bauaufsichtsbehörden ausnahmsweise zulassen, dass die Herstellung der Einstellplätze durch Zahlung einer Ablösesumme an die Gemeinde ersetzt wird. Die Höhe der Stellplatzablöse wird durch die Kommune ortsrechtlich geregelt; Üblich sind hierbei Beträge im Bereich von 4000 bis 20000 Euro pro fehlendem Stellplatz.
In einigen Bundesländern (z. B. in Brandenburg) wurden die Landesbauordnungen in den letzten Jahren dahingehend geändert, dass eine landesweit einheitliche Stellplatzpflicht nicht mehr besteht. Stattdessen können die Gemeinden Stellplatzsatzungen erlassen. Eine Verpflichtung zum Bau von Stellplätzen besteht dann nur noch in Gemeinden, die von dieser Ermächtigung Gebrauch machen. Teilweise werden aus verkehrspolitischen Gründen in gut mit dem ÖPNV erschlossenen Gebieten keine Mindestzahlen für die Schaffung von Pkw-Stellplätzen mehr festgelegt. In Innenstadtbereichen werden zum Teil sogar Höchstzahlen für Pkw-Stellplätze festgelegt, um den Kraftfahrzeugverkehr zu reduzieren. Hingegen untersagt z. B. die Bayerische Bauordnung den Gemeinden eine Reduzierung des Stellplatzschlüssels für Wohnungen, ermöglicht ihnen aber höhere Mindestvorgaben, so dass in einem Extremfall 2⅓ Stellplätze je Wohnung ab 41 m² gefordert wurden.
Im Land Berlin besteht gem. § 49 der Bauordnung eine Stellplatzpflicht nur für Behindertenparkplätze öffentlich zugänglicher Gebäude und Abstellgelegenheiten für Fahrräder.
Hamburg hat 2013 für Wohnungen die Pflicht zur Errichtung von Kfz-Stellplätzen abgeschafft. Die Landesbauordnung Baden-Württembergs sieht seit 2015 die Möglichkeit vor, durch mehr Fahrradstellplätze auf ein Viertel der Kfz-Parkplätze zu verzichten – vier Radplätze ersetzen einen Autostellplatz.

### Österreich
Auch in Österreich gehen die verschiedenen Stellplatzverordnungen auf die 1938 eingeführte Reichsgaragenordnung zurück.
In den Bauordnungen der österreichischen Bundesländer werden die Gemeinden ermächtigt, im Rahmen der Gemeindeautonomie Stellplatzverordnungen zu erlassen. Prinzipiell fußt auch diese Regelung auf der Reichsgaragenverordnung. Da jedoch die Festlegungen der Mindestwerte den Gemeinden obliegt, ist Art und Menge der zur Verfügung zu stehenden Stellplätze stark unterschiedlich.
Vor allem im Bereich großer Einkaufszentren wird in Österreich darüber diskutiert, zu große Stellplatzanzahlen durch eine Verkehrserregerabgabe einzuschränken.
Da die bisherigen Regelungen zum Teil weit zurückreichen und als veraltet erscheinen, fordert der VCÖ 2024 eine Reduzierung der Stellplätze, um damit eine Verbilligung der Wohnungen zu erreichen.

### Schweiz
In der Schweiz gibt es kantonale und kommunale Parkplatzverordnungen, die Mindest- und teilweise Höchstzahlen für Pkw-Stellplätze nach unterschiedlichen Bemessungsgrößen (z. B. teils die Wohnfläche, teils die Zahl der Wohnungen) vorgeben, teilweise auch Mindestzahlen für Fahrradabstellmöglichkeiten.

## Technische Richtlinien
Technische Richtlinien geben bei fehlenden Verordnungen Orientierungswerte vor, die anerkannter Stand der Technik sind. Besonders hilfreich sind in diesem Zusammenhang die Ausführungen im Baukonstruktionslehrehandbuch des Architekten Ernst Neufert. Darüber hinaus gibt es in Deutschland die Richtlinien für den Straßenbau und in Österreich die Richtlinien und Vorschriften für das Straßenwesen (RVS), in denen ausführliche Informationen zur Anordnung, Gestaltung in Dimensionierung von Stellplätzen enthalten sind.

## Kritik an Stellplatzsatzungen für Pkw
Die Kosten der Schaffung von Stellplätzen werden nur teilweise von denen bezahlt, die die Stellplätze nutzen und damit auch von ihnen profitieren. Dies ergibt sich u. a. daraus, dass die am Markt erzielbaren Verkaufspreise für Tiefgaragenplätze oft deutlich unter den Herstellkosten liegen, zumal wenn anteilige Grundstückskosten bzw. die entgangene Alternativnutzung berücksichtigt werden – ohne Stellplatzverpflichtung würden Bauträger den unwirtschaftlichen Teil der Stellplätze nicht bauen und die übrigen teurer vermarkten.
Die nicht durch Kaufpreise oder Stellplatzmieten abdeckbaren Kosten werden von den Grundstückseigentümern oftmals auf alle Nutzer eines Gebäudes (Mieter, Kunden, …) zu gleichen Teilen umgelegt, wenn die Stellplatznutzung nicht gleich ganz kostenlos ist. Somit müssen auch Personen für Stellplätze bezahlen, die diese nicht nutzen. Es kommt somit zu einer Subventionierung des Autoverkehrs durch Nutzer anderer Verkehrsmittel. Dies betrifft insbesondere Personen, die sich kein Auto leisten können oder aus verschiedenen Gründen auf ein Auto verzichten. Bei einer festen Stellplatzzahl je Wohnung (oft ein Stellplatz je Wohnung) führt die Quersubventionierung der Stellplätze zu einer besonders starken Verteuerung der Quadratmeterpreise bei kleinen Wohnungen. Bei gegebenen Platzverhältnissen kann die Stellplatzpflicht dazu führen, dass größere Wohnungen, aber eine geringere Anzahl von Wohnungen gebaut werden. Zudem haben Bewohner kleiner Wohnungen und Ältere häufiger kein eigenes Auto. Beim Bau öffentlich finanzierter Gebäude (wie z. B. sozialer Wohnungsbau) werden Kosten für Stellplätze durch die öffentliche Hand übernommen. Verkehrsflächen werden somit auch aus Etats finanziert, die dafür nicht vorgesehen sind. Eine politische Debatte über die Notwendigkeit und die Kosten der Schaffung dieser Stellplätze findet somit im Rahmen der Wohnungsbauförderung nicht mehr statt.
Das hohe Mindestverhältnis zwischen Stellplatzflächen und Nutzflächen bei Verkaufsstätten und mehr noch bei Gaststätten und Versammlungsräumen verstärkt die Gewerbeansiedlung außerhalb von Ortszentren und trägt damit zur Verödung der ehemaligen Zentren bei.
Die Stellplatzpflicht führt zu einer geringeren baulichen Dichte, so dass die Investitionen in das Verkehrsnetz zunehmen und die Kosten für den ÖPNV steigen. Durch längere Wege wird die Erschließungswirkung durch den Umweltverbund unattraktiver. Das Verkehrsnetz wird insgesamt ineffizienter.
Oftmals stimmt die geforderte Anzahl der Stellplätze nicht mit dem Bedarf überein. Beispielsweise werden in der Regel auch Stellplätze gefordert, wenn sich die jeweiligen Bewohner eines Hauses gegen ein eigenes Auto entscheiden oder aufgrund einer guten ÖPNV-Anbindung nur wenige Stellplätze nötig sind. Die Stellplatzpflicht erhöht somit unnötig die Baukosten für Gebäude und wirkt als Investitionshindernis. Auch Projekte für autofreies Wohnen werden verkompliziert.
Die Stellplatzsatzung wird i. d. R. nur beim Bau neuer Gebäude oder bei wesentlichen Umnutzungen angewendet. Somit lässt sich die Anzahl der auf privatem Grund vorhandenen Stellplätze bei bestehenden Siedlungsgebieten nur langsam ändern.
Teilweise ist die geforderte Mindestanzahl von Stellplätzen durch den Bebauungsplan nicht zulässig und auch die Kommune kann oder will auf öffentlichen Flächen aus den Einnahmen aus den Abgeltungszahlungen nicht ausreichend viele Stellplätze schaffen. In diesem Fall wird das Ziel der Schaffung von ausreichend vielen Stellplätzen nicht erreicht und die Einnahmen werden anderweitig verwendet.

## Kritik an Stellplatzsatzungen für Fahrräder
Oftmals enthalten die Stellplatzsatzungen keine ausreichenden Qualitätsvorgaben für die Anlage von Fahrradabstellplätzen, so dass vielfach Vorderradhalter aufgestellt werden, die kein sicheres Abstellen von Fahrrädern zulassen, oder Überdachungen von Fahrradabstellplätzen fehlen.
Zur Lage der Fahrradabstellplätze werden oftmals ebenso wenig genaue Vorgaben in den Stellplatzsatzungen gemacht, so dass diese teilweise weit weg vom Eingangsbereich oder in für Besucher nicht zugänglichen geschlossenen Räumen entstehen und von vielen Radfahrern somit nicht genutzt werden.

## Alternative Regelungsinstrumente
Bei der An- bzw. Ummeldung eines Autos in Japan muss der Stellplatz am Wohnort nachgewiesen werden, außer in ländlichen Gebieten. So soll sichergestellt werden, dass zumindest am Wohnort ausreichende Stellplätze zur Verfügung stehen, ohne dass die öffentliche Hand diese finanzieren muss. Ohne Stellplatz auf der Straße zu parken (wie in Deutschland oft üblich) ist in Japan verboten.
Durch eine komplette private Vermarktung des Parkraums wäre sichergestellt, dass Parkraum zu den realen Kosten zur Verfügung gestellt wird und die Kosten von den Nutzern getragen werden. Eine tageszeitabhängige Gebühr der Parkplätze würde sicherstellen, dass zu jedem Zeitpunkt ein Parkplatz pro Straßenabschnitt frei verfügbar ist.